# August Sicard von Sicardsburg

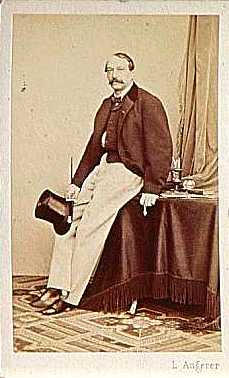
August Sicard von Sicardsburg.

August Sicard von Sicardsburg (6 de diciembre de 1813, Buda - 11 de junio de 1868, Weidling) fue un arquitecto austriaco.

## Biografía
Sicard realizó su escolarización en la escuela de la Abadía de Melk y sus estudios superiores en la Universidad Técnica de Viena. Se convirtió en asistente de su profesor Peter von Nobile. Con su colega Eduard van der Nüll realizó un viaje de estudios. En 1843 pasó a ser profesor en la Academia de Bellas Artes de Viena.
Conjuntamente con van der Nüll, Sicard von Sicardsburg diseña la Opera Estatal de Viena (Wiener Staatsoper). Sicard von Sicardsburg se ocupa de las cuestiones técnicas y logísticas mientras que van der Nüll se hace responsable de la estética y la decoración. Ellos crean para la arquitectura austríaca un historicismo postromántico e influyen fuertemente sobre sus alumnos, especialmente Karl von Hasenauer y Heinrich von Ferstel, quienes caracterizarán y construirán la Viena del siglo XIX.